# سيلسوس
ووفقا للأب المسيحي أوريجانوس، سيلسوس (/ˈsɛlsəs/; (باليونانية: Κέλσος)‏) كان - يونانيا من القرن 2 وفيلسوفا وخصما للمسيحية المبكرة. وهو معروف بعمله الأدبي، الكلمة الحقة أيضا (كما تستند أيضا، إلى عقيدة أو خطاب في اليونانية : Λόγος Ἀληθής)، التي مازالت باقية حصرا في اقتباسات اوريجانوس وقد وردت في العمل Contra Celsum . هذا العمل، ج. 177 هو أقرب هجوم شامل معروف ضد المسيحية.

## العمل
ووفقا لاوريجانوس، فإن سيلسوس كان المؤلف لعمل ضد المسيحية بعنوان الكلمة الحقة (ألبسيس لوجوس). وكان هذا العمل قد فقد ولكن لدينا نصوص اوريجانوس نفسه في كتاباته. كان ذلك في خلال عهد فيليب العربي حيث تلقى أوريجانوس هذا العمل لنقض المسيحية. تفنيد أوريجانوس للكلمة الحقة حيث يرد نصها متشابكا مع رد أوريجانوس. وقد بقى هذا العمل لأوريجانوس، وبالتالي تم الحفاظ على كلا العملين معا.
وقد بدا أن سيلسوس كان من المهتمين بالديانة المصرية القديمة، وظهر أنه كان يعرف شعارات اليهود اللاهوتية، وكلاهما أكد أن الكلمة الحقة كانت قد تمت كتابتها في الإسكندرية. وثبت أن سيلسوس قد ألف الكلمة الحقة في الوقت الذي كانت المسيحية تضطهد فيه  وفي الوقت الذي كان هناك على ما يبدو أكثر من إمبراطور.
وباعتباره فيلسوفا يونانيا مكرس ضد المسيحية، فقد شن سيلسوس هجوما على المسيحية وذكر سيلسوس أن والد يسوع كان جنديا رومانيا يدعى بانتيرا. وأثارت وجهات نظر سيلسوس ردود فعل من أوريجانوس الذي اعتبرها قصة ملفقة. ريموند إدوارد براون قد نص على أن قصة بانتيرا هي تفسير خيالي عن ولادة يسوع والتي تتضمن تحليلا تاريخيا هزيلا وكانت أدلة براون لا تشمل الاعتراف بعقيدة "ولادة العذراء"، ولكنه يستشهد بعدم وجود أدلة تاريخية لتأكيد افتراض سيلسوس ". وبالإضافة إلى ذلك، علق سيلسوس على معجزات يسوع، وأكد بأن "معجزات يسوع كانت من قبل الشعوذة(γοητεία)":
سيلسوس يظهر نفسه على دراية بقصة أصول اليهودية. الاعتراف أن المسيحيين ليسوا من دون النجاح في الأعمال التجارية ( infructuosi في negotiis )، وقال انه يريد منهم أن يكونوا مواطنين صالحين، والإبقاء على معتقداتهم ولكن بشرط أن تتفق مع دين الدولة. إنه نداء حار ورغبة جارفة نيابة عن الإمبراطور، ويبين الشروط التي عرضت على الطوائف المسيحية، فضلا عن أهمية مختلف الطوائف في ذلك الوقت. ومن غير المعروف كم كان عدد المسيحيين في وقت سيلسوس ولكن وعلى سبيل المقارنة تقدير وايكن حول عدد السكان اليهود في الإمبراطورية قد يكون حوالي 10٪. المسيحيين كانوا بالتأكيد أقل من ذلك. فمن غير المرجح أن نفوذهم أكبر من ما تكشف عنه الأدلة المادية في جميع الأنحاء 100-400 من الميلاد.

## قراءات إضافية
- Theodor Keim, Gegen die Christen. (1873) [Celsus' wahres Wort], Reprint Matthes & Seitz, München 1991 (ISBN 3-88221-350-7)
- Pélagaud, Etude sur Celse (1878)
- K. J. Neumann's edition in Scriptores Graeci qui Christianam impugnaverunt religionem
- article in Hauck-Herzog's Realencyk. für prot. Theol. where a very full bibliography is given
- W. Moeller, History of the Christian Church, i.169 ff.
- أدولف فون هارناك, Expansion of Christianity, ii. 129 if.
- جيمس أنتوني فرود, Short Studies, iv.
- Bernhard Pick, "The Attack of Celsus on Christianity," The Monist, Vol. XXI, 1911.
- Des Origenes: Acht Bücher gegen Celsus. Übersetzt von Paul Koetschau. Josef Kösel Verlag. München. 1927.
- Celsus: Gegen die Christen. Übersetzt von Th. Keim (1873) [Celsus' wahres Wort], Reprint Matthes & Seitz, München 1991 (ISBN 3-88221-350-7)
- Die »Wahre Lehre« des Kelsos. Übersetzt und erklärt von Horacio E. Lona. Reihe: Kommentar zu frühchristlichen Apologeten (KfA, Suppl.-Vol. 1), hrsg. v. N. Brox, K. Niederwimmer, H. E. Lona, F. R. Prostmeier, J. Ulrich. Verlag Herder, Freiburg u.a. 2005 (ISBN 3-451-28599-1)
- "Celsus the Platonist", Catholic Encyclopedia article
- Dr. B.A. Zuiddam, "Old Critics and Modern Theology", Dutch Reformed Theological Journal (South Africa), part xxxvi, number 2, June 1995.
- Stephen Goranson, "Celsus of Pergamum: Locating a Critic of Early Christianity", in D. R. Edwards and C. T. McCollough (eds), The Archaeology of Difference: Gender, Ethnicity, Class and the "Other" in Antiquity: Studies in Honor of Eric M. Meyers (Boston: American Schools of Oriental Research, 2007) (Information Annual of the American Schools of Oriental Research, 60/61).

## الروابط الخارجية
- سيلسوس على موقع الموسوعة البريطانية (الإنجليزية)
- سيلسوس على موقع إن إن دي بي (الإنجليزية)

- Origen's Text on Celsus
- full text of The Arguments of Celsus Against the Christians in Google Books
- Jewish Encyclopedia: Celsus